# 順徳料理
順徳料理（じゅんとくりょうり、中国語 順德菜 スェンドーツァイ、英語 Shunde cuisine）は、中国広東省仏山市順徳区の地方料理。広東料理の重要な一部分をなしている。

## 特徴
広東料理と呼ばれるものは、広東省内の各地の名物料理の集大成であり、この中には大きく分けて広州料理、潮州料理、東江料理（客家料理）、順徳料理の四大料理があるとされる。
広州市の南郊にある順徳は、明代の1452年より順徳県という名の場所であったが、広州と地理的にも結びつきが強く、料理も互いに影響を与えあって発展したため、広州料理と明確に分けて考えることは難しいが、素材や味付け、調理手法などに、順徳料理ならではの特徴はみられる。
順徳は珠江デルタの奥まった場所にあり、川や池が多く、温暖な地にあるため、ソウギョ、カムルチー、ハクレン、スズキ、ウナギ、コクレン、ケンヒーなど淡水魚や野菜などの食材が豊富な場所で、これらの素材の旨味をなるべく生かした味付けの料理が特長のひとつである。このため、繰り返し食べても飽きが来ないといわれる。近年は、淡水魚などの養殖も盛んで、スッポンなどの料理も名物となっている。
料理の香り付けにショウガ、ネギ、コリアンダーを多用するのは、広東料理全般にみられる点であるが、他の地域では使う頻度が低い、陳皮、橄欖、紫蘇、クワの葉などをよく使う。
また、水牛乳や牛乳を利用した料理が有名で、華南では珍しく、早くから乳牛の飼育なども行われてきた。最も大きな町である大良鎮は鳳城とも呼ばれ、順徳料理の中心地であるが、近隣の陳村や倫教などの町で考案された名物料理も伝えられている。順徳からは、他の中華料理に見られない調理方法や味付けを考案して、俗に「食在広州、厨出鳳城」(食は広州に在り、料理人は鳳城より出る」と言われるように
広州や香港で活躍する名コックも多く輩出しており、2004年には中国烹飪協会より順徳に「中国厨師之郷」という称号が与えられ、中国料理全体への影響力も少なくない。
当地で「仁面」（ヤンミン）と呼ぶトゲモモの実の醤油漬け、「禾虫」（ウォーチョン）と呼ばれるゴカイの仲間のイトメ、大良牛乳と呼ばれる水牛乳や牛乳のタンパク質を薄く固めたもの、ベンケイガニの卵など、他の土地であまりみかけない食材も用いられている。
調理法では、中華料理全般に見られる手法の他、土鍋、鉢、盆などを用いて蒸し焼きにする料理や、「魚生」（ユーサーン）と呼ばれる刺身の一種などに特色がある。

## 主な料理
- 魚生 - ソウギョなどの川魚を薄作りにして、たれや薬味とともに和える料理
- ウナギの土鍋蒸し（豉汁蒸白鱔）

- オオウナギのブンタン煮込み（柚皮炆鱔王）[2]
- カモの陳皮蒸し（陳皮鴨）
- ニワトリの土鍋焼き（汚糟鶏）
- 豚肉ロール揚げ（野鶏巻）
- エビとナッツの卵白ホワイトソース炒め（大良炒牛奶）
- エビ入り卵焼き（大良煎蝦餅）
- 魚肉を練り込んだ皮のワンタン（魚皮角）
- 漬け物と蚕のさなぎの炒め物（菜脯炒蚕蛹）
- イトメの鉢蒸し（砵仔焗禾虫）
- 陳村米粉(陳村粉、黄但粉) - 陳村鎮独特の、平たく蒸してから、幅広にカットした腰のあるライスヌードル
- 粥鍋（粥底火鍋）

## 点心類
- 魚肉を練り込んだ皮のワンタン（魚皮角）
- カスタードクリームのフリッター（大良炸牛奶）
- 二度蒸し牛乳プリン（双皮奶） - 牛乳に卵白と砂糖を混ぜて、蒸したデザート
- ゴマペースト（芝麻糊）
- バンサー（𧌇䖢）
- パパイヤの氷砂糖煮（冰糖燉木瓜）
- チュウゴクナシの氷砂糖煮（冰糖燉鴨梨）
- 中華クッキーの一種（盲公餅）
- 飴がけポップコーン入りの胡麻団子（龍江煎堆）
- 倫教蒸かし餅倫教の米粉ふくれ菓子(蒸しパン)

## 順徳出身の料理人
- 周富徳（祖先が出身）
- 周富輝（祖先が出身）